# Liste des auteurs interdits sous le Troisième Reich
En mai et juin 1933, dès les premiers mois du régime nazi, dans de nombreuses grandes villes allemandes, dans le cadre d'une « action contre l'esprit non allemand » initiée par Adolf Hitler, on organise de nombreux autodafés. Le choix des œuvres devant être brûlées se base sur des listes noires établies en mars 1933 par le ministère du Reich à l'Éducation du peuple et à la Propagande. Après les étudiants, ce sont les fonctionnaires qui continuent l'élimination des auteurs indésirables. Le 12 mai 1933, une première liste de douze auteurs allemands de renom paraît dans une revue spécialisée auprès des libraires.

## Composition de liste des auteurs interdits
La confiscation des "écrits nuisibles et indésirables" commence en 1933. Elle concerne les bibliothèques publiques, les librairies, les magasins d'antiquités, les bibliothèques privées comme celle des organisations persécutées (syndicats, partis politiques, associations éducatives des travailleurs, des communautés religieuses, des loges maçonniques). Les livres confisqués sont stockés dans les commissariats, les mairies et les bureaux de district.
La liste précise des "écrits nuisibles et indésirables", éditée en 1935 par le ministère du Reich, comprend 12 400 titres et les œuvres complètes de 149 auteurs interdits en raison de leurs opinions humanistes, démocratiques ou socialistes ou de leurs origines juives.
L'organisation nazie vise particulièrement :
1. Les œuvres des auteurs allemands émigrés et étrangers refusant le régime nazi (H. G. Wells, Romain Rolland).
2. La littérature marxiste, communiste ou bolchévique
3. La littérature pacifiste
4. La littérature libérale-démocrate et des "propagandistes" de la République de Weimar (Walther Rathenau, Heinrich Mann).
5. Les ouvrages d'histoire abaissant l'origine, la nature et la culture du peuple allemand, niant la notion de race pour l'idée d'égalité en raison de la masse ou dégradant l'importance des leaders historiques (Emil Ludwig).
6. Les écrits expliquant le darwinisme ou le monisme.
7. Les livres sur l'art "dégénéré" (George Grosz, Otto Dix, Bauhaus, Erich Mendelsohn).
8. Les livres d'éducation sexuelle (Magnus Hirschfeld).
9. La littérature "décadente" (Oskar Maria Graf, Stefan Zweig, Jakob Wassermann, Franz Blei).
10. Les œuvres d'auteurs d'origine juive, quel que soit le domaine.
11. Les livres de conseils de vie amenant à une vision "bourgeoise ou féodale" superficielle et fausse.
12. Les parodies de littérature nationaliste, patriotique (Paul Oskar Höcker).

## Livres interdits par les SS
Le 9 juin 1941, le Reichssicherheitshauptamt publie un décret de "livres classés nuisibles ou indésirables". Il est adressé aux responsables de la Sicherheitspolizei et du Sicherheitsdienst. La plupart des livres sont essentiellement religieux, philosophiques, métaphysiques et portent un titre banal. La Gestapo confisque des livres jusqu'en février 1945.

## Auteurs interdits
La liste suivante des auteurs interdits figure dans :
1. Liste des schädlichen und unerwünschten Schrifttums, établie le 31 décembre 1938 (Numérisée sur berlin.de)
2. Jahreslisten 1939–1941. Réimpression inchangée de l'édition de Leipzig en 1938 et en 1941, Vaduz 1979.
3. Unerwuenschte Literatur in Frankreich. Ouvrages littéraires non désirables en France. 3. Auflage, Paris 1943. (Numérisé par Gallica)

La plupart des auteurs ont des origines juives ou sont des opposants politiques (pacifisme, communisme), ou suspectés d'en être. La liste comprend aussi des auteurs décédés.
| - Maximiliane Ackers - Alfred Adler - Hermann Adler - Max Adler - Ernst Angel (en) - Nathan Asch (de) - Sholem Asch - Bernhard Aschner - Raoul Auernheimer - Isaac Babel - Henri Barbusse - Max Barthel (de) - Otto Bauer - Vicki Baum - Johannes Robert Becher - Hans Beckers - Richard Beer-Hofmann - Walter Benjamin - Martin Beradt - Alice Berend - Walter Arthur Berendsohn - Fritz Ernst Bettauer (de) - Günther Birkenfeld - Franz Blei - Fritz Bley - Ernst Bloch - Elena Bobinskaja - Nikolaï Bogdanov - Waldemar Bonsels - Felix Braun - Rudolf Braune - Alfred Braunthal (de) - Bertolt Brecht - Willi Bredel - Joseph Breitbach - Hermann Broch - Max Brod - Christa Anita Brück - Ferdinand Bruckner - Carl Buttenstedt - Robert Spencer Carr - Elisabeth Castonier - Joseph Delmont - Ludwig Dexheimer - Alfred Döblin - John Dos Passos - Anne-Marie Durand-Wever - Erich Ebermayer - Kasimir Edschmid - Ilya Ehrenbourg - Albert Ehrenstein - Albert Einstein - Carl Einstein - Kurt Eisner - Friedrich Engels - Hermann Essig - Hanns Heinz Ewers - Emil Felden - Lion Feuchtwanger - Georg Fink - Marieluise Fleißer - Friedrich Wilhelm Foerster - Bruno Frank - Leonhard Frank - Anna Freud - Sigmund Freud - Alexander Moritz Frey - Egon Friedell - Salomo Friedlaender - Ernst Friedrich - Rudolf Geist - André Gide - Fiodor Gladkov - Ernst Glaeser - Claire Goll - Ivan Goll - Maxime Gorki - Oskar Maria Graf - Hans Herbert Grimm - George Grosz - Karl Grünberg - Ferdinand Hardekopf - Jakob Haringer - Jaroslav Hašek - Walter Hasenclever - Raoul Hausmann - Heinrich Heine - Ernest Hemingway - Georg Hermann - Max Herrmann-Neiße - Franz Hessel - Karl Jakob Hirsch - Leo Hirsch - Magnus Hirschfeld - Paul Oskar Höcker - Jakob van Hoddis - Josef Hofbauer - Richard Hoffmann - Arthur Holitscher - Ödön von Horvath - Albert Hotopp - Richard Huelsenbeck | - Ilya Ilf - Béla Illés - Véra Inber - Ernst Issberner-Haldane - Heinrich Eduard Jacob - Hans Henny Jahnn - Georg Jellinek - Else Jerusalem - Ernst Johannsen - Franz Jung - Erich Kästner - Franz Kafka - Georg Kaiser - Mascha Kaléko - Josef Kallinikow - Alfred Kantorowicz - Valentin Kataïev - Gina Kaus - Karl Kautsky - Hans Keilson - Bernhard Kellermann - Hans Kelsen - Alfred Kerr - Hermann Kesten - Irmgard Keun - Egon Erwin Kisch - Kurt Kläber - Klabund - Otto Michael Knab (de) - Alma Johanna Koenig - Lenka von Koerber (de) - Annette Kolb - Alexandra Kollontai - Gertrud Kolmar - Edlef Köppen - Paul Kornfeld - Mikhaïl Kouzmine - Siegfried Kracauer - Theodor Kramer - Karl Kraus - Pierre Kropotkine - Adam Kuckhoff - Heinrich Kurtzig - Peter Martin Lampel - Gustav Landauer - Else Lasker-Schüler - Andreas Latzko - Eva Leidmann - Maria Leitner - Lénine - Leonid Leonov - Alexander Lernet-Holenia - Ludwig Lewisohn - Youri Libedinsky - Leopold Lichtwitz - Vladimir Lidin (en) - Karl Liebknecht - Karl Lieblich - Heinz Liepmann - Otto Linck - Jack London - Hubertus Prinz zu Löwenstein-Wertheim-Freudenberg - Ernst Lothar - Emil Ludwig - Rosa Luxembourg - André Malraux - Heinrich Mann - Klaus Mann - Thomas Mann - Hans Marchwitza - Valeriu Marcu - Ludwig Marcuse - Karl Marx - Walter Mehring - Albrecht Meyenberg - Viktor Meyer-Eckhardt - Gustav Meyrink - Friedrich Michael - Max Mohr - Hermynia zur Mühlen - Erich Mühsam - Robert Musil - Hans Natonek - Alfred Neumann - Robert Neumann - Alexander Neverov - Nikolaï Ognev - Ivan Olbracht - Franz Oppenheimer - Carl von Ossietzky - Karl Otten - Ernst Ottwalt - Fiodor Panfiorov (de) - L. Panteleïev - Hertha Pauli - Evguéni Pétrov - Georg W. Pijet - Kurt Pinthus - Theodor Plievier - Alfred Polgar - Adelheid Popp - Gertrud Prellwitz | - Friedrich Reck-Malleczewen - Erik Reger - Gustav Regler - Wilhelm Reich - Erich Maria Remarque - Ludwig Renn - Karl Renner - Joachim Ringelnatz - Rudolf Rocker - Ruth Margarete Roellig - Kurt Rosenfeld - Elfriede Rotermund - Joseph Roth - Ludwig Rubiner - Otto Rühle - Alice Rühle-Gerstel - Arthur Rümann - Nelly Sachs - Felix Salten - Rahel Sanzara - Albrecht Schaeffer - Alfred Schirokauer - Arno Schirokauer - Arthur Schnitzler - Karl Schröder - Anna Seghers - Lidia Seïfoullina - Alfred Semerau - Alexandre Serafimovitch - Walter Serner - Ignazio Silone - Upton Sinclair - Hans Sochaczewer - Fiodor Sologoub - Otto Soyka - Wilhelm Speyer - Rudolf Steiner - Paul Stefan - Carl Sternheim - Edward Stilgebauer - Bertha von Suttner - Lisa Tetzner - Adrienne Thomas - Sunao Tokunaga - Ernst Toller - Friedrich Torberg - B. Traven - Léon Trotski - Karl Tschuppik - Kurt Tucholsky - Werner Türk - Arnold Ulitz - Fritz von Unruh - Karl Vanek - Ernst Warlitz - Jakob Wassermann - Alex Wedding - Frank Wedekind - Armin T. Wegner - Ernst Weiss - Franz Carl Weiskopf - Franz Werfel - Eugen Gottlob Winkler - Oskar Wöhrle - Friedrich Wolf - Victoria Wolff - Paul Zech - Mikhaïl Zochtchenko - Carl Zuckmayer - Arnold Zweig - Stefan Zweig |

## Source de la traduction
- (de) Cet article est partiellement ou en totalité issu de l’article de Wikipédia en allemand intitulé « Liste verbotener Autoren während der Zeit des Nationalsozialismus » (voir la liste des auteurs).